# Arūnas Visockas
Arūnas Visockas, född 7 december 1965 i Kaunas, dåvarande Sovjetunionen, är en litauisk basketspelare som tog OS-brons 1992 i Barcelona. Detta var Litauens första medalj i rad i herrarnas turnering i basket vid olympiska sommarspelen. Även vid kommande olympiska spel (1996 och 2000) tog herrarna brons. Han har bland annat spelat för hemmaklubben Žalgiris Kaunas.